# مارك بريز (لاعب اتحاد الرغبي)
مارك بريز (بالإنجليزية: Marc Breeze)‏ هو لاعب اتحاد الرغبي بريطاني، ولد في 11 فبراير 1987 في Cwmafan ‏ في المملكة المتحدة.